# Eublepharis turcmenicus
Espèce
Statut de conservation UICN

 LC  : Préoccupation mineure
Eublepharis turcmenicus est une espèce de geckos de la famille des Eublepharidae.

## Répartition
Cette espèce se rencontre dans le Kopet-Dag dans le sud du Turkménistan et dans le nord-est de l'Iran.

## Description
C'est un gecko terrestre, nocturne et insectivore.

## Publication originale
- Darevsky, 1977 : Eublepharis turcmenicus. Guide to the amphibian and reptilian fauna of the USSR, Prosveshchenie, Moscow, p. 83-84.